# 無斑擬四眼鱂
無斑擬四眼鱂（学名：Anablepsoides immaculatus）為輻鰭魚綱鯉齒目鰕鱂亞目溪鱂科的其中一種，為熱帶淡水魚，分布於南美洲委內瑞拉淡水流域，體長可達9.5公分，棲息在底中層水域，生活習性不明。
其种加词“immaculatus”意为“无斑的”。